# 피페리딘
피페리딘(Piperidine)은 사이클로헥세인의 메틸렌기 하나가 NH로 치환된 헤테로고리 화합물이다. 체계적 명칭으로는 아지네인(Azinane)이라고도 하지만 잘 쓰이지 않는다.